# 氷川きよし・演歌名曲コレクション2〜きよしのズンドコ節〜
『氷川きよし・演歌名曲コレクション2〜きよしのズンドコ節〜』は、日本の演歌歌手氷川きよしのアルバムである。2002年5月22日発売。発売元は日本コロムビア。

## 収録曲
1. きよしのズンドコ節(3:35) 
作詞：松井由利夫／作曲：水森英夫／編曲：伊戸のりお
2. 送恋譜(4:29)
作詞：アベ・イチロー／作曲：珊瑚宣俊／編曲：伊戸のりお
3. 雪子の城下町(3:48)
作詞：仁井谷俊也／作曲：水森英夫／編曲：前田俊明
4. 大井追っかけ音次郎(4:50)
作詞：松井由利夫／作曲：水森英夫／編曲：伊戸のりお
5. 風に散る花(4:27)
作詞：たかたかし／作曲：大谷明裕／編曲：南郷達也
6. 箱根八里の半次郎(4:46)
作詞：松井由利夫／作曲：水森英夫／編曲：伊戸のりお
7. 花と竜(4:01)
作詞・作曲：村田英雄／編曲：伊戸のりお
オリジナル歌唱: 村田英雄
8. 別れの一本杉(3:05)
作詞：高野公男／作曲：船村徹／編曲：伊戸のりお
オリジナル歌唱: 春日八郎
9. 哀愁列車(3:36)
作詞：横井弘／作曲：鎌多俊与／編曲：伊戸のりお
オリジナル歌唱: 三橋美智也
10. 船方さんよ(3:25)
作詞：門井八郎／作曲：春川一夫／編曲：伊戸のりお
オリジナル歌唱: 三波春夫
11. いっぽんどっこの唄(3:15)
作詞：星野哲郎／作曲：安藤実親／編曲：伊戸のりお
オリジナル歌唱: 水前寺清子
12. ダイナマイトが百五十屯(2:27)
作詞：関沢新一／作曲：船村徹／編曲：伊戸のりお
オリジナル歌唱: 小林旭